# 弗吕基耶尔
弗吕基耶尔（法語：Fluquières，法語發音：[flykjɛʁ]）是法国上法蘭西大區埃纳省的一个市镇，属于圣康坦区。

## 地理
弗吕基耶尔（49°48'12"N, 3°9'10"E）面积5.24 平方千米，位于法国上法蘭西大區埃纳省，该省份为法国北部内陆省份，北起北部省，西接索姆省和瓦兹省，东临阿登省和马恩省，西南至塞纳-马恩省，东北部与比利时接壤。
与弗吕基耶尔接壤的市镇（或旧市镇、城区）包括：布赖圣克里斯托夫、杜希、埃特雷耶、热尔迈讷、阿庞库尔、鲁皮、蒂尼和蓬、沃昂韦尔芒杜瓦。

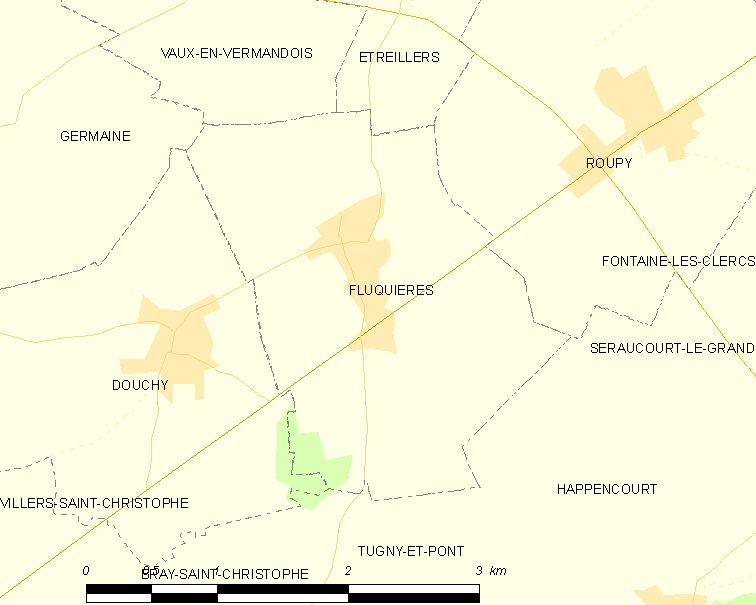
弗吕基耶尔的OSM定位图

弗吕基耶尔的时区为UTC+01:00、UTC+02:00（夏令时）。

## 行政
弗吕基耶尔的邮政编码为02590，INSEE市镇编码为02317。

## 政治
弗吕基耶尔所属的省级选区为圣康坦第一县。

## 人口

1962-2008年间弗吕基耶尔人口变化图示

弗吕基耶尔于2022年1月1日时的人口数量为198人。